# Sławomir Wysocki

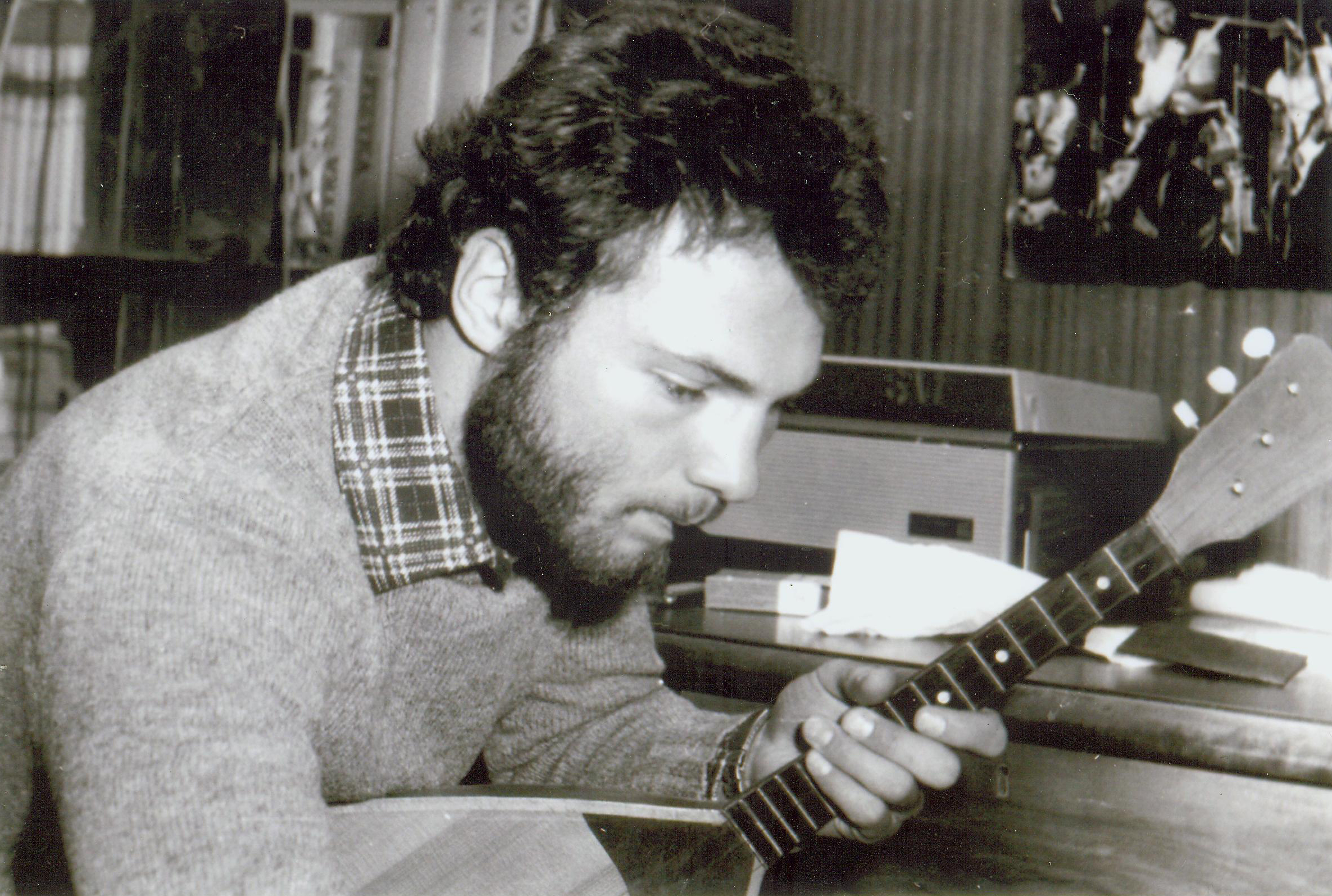
Sławek Wysocki z bałałajką

Sławomir Przemysław Wysocki (ur. 22 grudnia 1957 w Łodzi, zm. 25 marca 2003 w Warszawie) – polski gitarzysta, kompozytor i autor tekstów. Gitarzysta zespołu Róże Europy.

## Życiorys
Urodził się w Łodzi, jednak w wieku dwóch lat przeprowadził się wraz z rodzicami i siostrą do Warszawy, gdzie się wychował i kształcił. Studiował na SGGW, w 1981 został zawieszony w prawach studenta za udział w studenckich strajkach Solidarności.
W 1989/90 zaczął współpracę z zespołem Róże Europy, w którym zastąpił gitarzystę Artura Orzecha. Z zespołem nagrał pięć albumów, a wśród nich utwór "Jedwab", największy przebój w historii zespołu. W tym okresie Sławek Wysocki wraz z Różami Europy podpisały historyczny kontrakt płytowy na astronomiczną wówczas kwotę miliarda złotych (100 tysięcy po denominacji). Umowa obligowała zespół do nagrania dwóch płyt studyjnych, jednej płyty koncertowej oraz sprzedaży gadżetów. Informacja o rekordowym w polskiej branży muzycznej kontrakcie pojawiła się na czołówce "Gazety Wyborczej". "Jedwab" skomponowany przez Sławka Wysockiego przyniósł zespołowi rozgłos, utrzymując się przez pięć tygodni na pierwszym miejscu Listy Przebojów Programu Trzeciego. Utwór dostał także nagrodę Programu I Polskiego Radia.
Utwór "Rock'n'rollowcy", którego Sławek Wysocki był współkompozytorem przypadł do gustu kibicom jednego z polskich klubów piłki nożnej, którzy przerabiając słowa refrenu wyśpiewywali go na trybunach stadionów piłkarskich.
Sławomir Wysocki zmarł na zawał serca 25 marca 2003, miał 45 lat. Został pochowany na cmentarzu Bródnowskim w Warszawie. W 2005 wydano zbiór najlepszych utworów Róż Europy z serii Złota kolekcja, album ten zatytułowany Żyj szybko, kochaj mocno, umieraj młodo zadedykowano pamięci Sławka Wysockiego.

## Dyskografia z Różami Europy
- Radio młodych bandytów (1991)
- Poganie! Kochaj i obrażaj (1992)
- Marihuana Live (1993)
- Kolor (1994)
- Złota kolekcja: Żyj szybko, kochaj mocno, umieraj młodo (2005)

## Brzmienie
Sławek Wysocki używał wzmacniacza Marshall JCM-900, głównie nagłaśniając Gibsona Les Paul, a także gitarę, którą wykonał wraz z lutnikiem. Do charakterystycznych, często psychodelicznych solówek gitarowych wykorzystywał efekt Boss Delay DSD-2, a także Boss Rocker Volume PV-1.